# Francisco Narváez
Para el empresario y político argentino, véase Francisco de Narváez. Para el futbolista español, véase Kiko Narváez.
Francisco José Narváez Rivera OL (Porlamar, Venezuela, 4 de octubre de 1905 - Caracas, Venezuela, 7 de julio de 1982) fue un artista plástico venezolano, uno de los más importantes escultores de su país, creador entre muchas otras obras del conocido grupo escultórico «Las Toninas», que adorna la fuente de la Plaza O'Leary en Caracas.

## Biografía
Narváez, hijo de un ebanista y restaurador llamado José Lorenzo Narváez y de Vicenta Emilia Rivera, se trasladó aún adolescente a Caracas, donde comenzó a estudiar en la Academia de Bellas Artes de Caracas. En 1928 embarcó hacia París, donde acudiría a la Academia Julian y establecería nexos con el movimiento de Montparnasse, del cual le influenciaron poderosamente Modigliani, Raoul Dufy y Moisés Kisling.
El regreso a Venezuela de Narváez ocurrió en 1931, y pocos años después comenzaría a trabajar junto al arquitecto Carlos Raúl Villanueva, quien solía solicitar al escultor neoespartano piezas para las obras arquitectónicas que emprendía. Es por ello que puede apreciarse la obra escultórica de Narváez en la fuente de Parque Carabobo, en los relieves de las fachadas de los museos de Bellas Artes y Ciencias Naturales, y el grupo de piezas para la fuente de la Plaza O'Leary, en El Silencio, conocida como «Las Toninas»; todas ellas en la ciudad de Caracas. 
En 1939, viajó a la ciudad de Nueva York con el fin de decorar el pabellón de Venezuela en la Feria Mundial que se realizaba aquel año en la metrópoli estadounidense y expuso las obras Café y Frutas (actualmente en el Liceo Andrés Bello de Caracas) y Perlas y Cacao (en el Liceo Fermín Toro de Caracas). 
En 1949 se casa con Lobelia Benítez Lugo y en diciembre de ese año nace su primera hija, Carolina. Además realiza una estatua de «Fermín Toro»; escultura en piedra de Cumarebo talla a punto, ubicada en los patios internos del Liceo Fermín Toro, en Caracas.

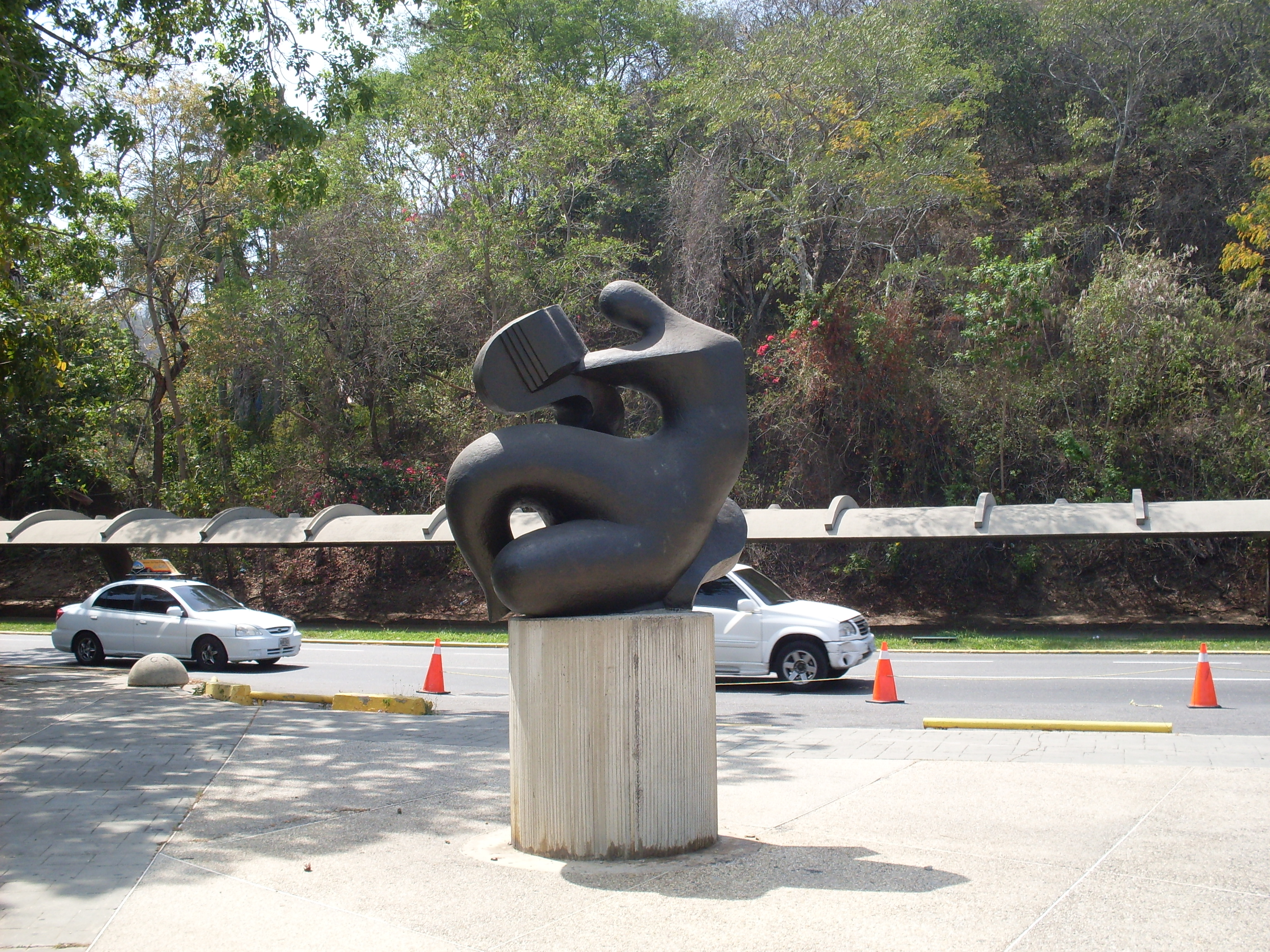
La cultura de Francisco Narváez.

En 1952 llevó a cabo la estatua ecuestre del General Rafael Urdaneta, presidente venezolano, ubicada en Caracas en la céntrica Plaza La Candelaria. Luego colaboraría con Villanueva ejecutando varias piezas para la Ciudad Universitaria de Caracas, que el afamado arquitecto concibió como una «síntesis de las Artes». La Educación, La Ciencia, El Atleta, el fresco de la Capilla Universitaria, el busto de José María Vargas y la Cultura estas dos últimas en la plaza del rectorado son algunas de sus obras ubicadas en el campus de la Universidad Central de Venezuela.
En 1981 y 1982, realizaría piezas escultóricas de dimensiones monumentales; una de ellas, Gran Volumen, se realizó para el Complejo Refinador de Amuay, y la segunda, una de las últimas piezas que llegaría a realizar, la Armonía de Volúmenes y Espacio, para el Metro de Caracas, ubicada en la Plaza Francisco Narváez a la salida de la Estación del Metro de La Hoyada.
La obra de Narváez se caracteriza por un fuerte componente étnico, expresado en un lenguaje propio con reminiscencias negroides e indígenas, en el que los volúmenes tienen la voluptuosidad y la cadencia del trópico. A pesar de su formación artística academicista y de su contacto con el arte europeo, Narváez jamás imitó modelos extranjeros, sino que hizo énfasis en el empleo de materiales propios del país, como las piedras de Cumarebo y Araya y las maderas autóctonas; esto hace de su escultura un hecho artístico profundamente venezolanista, integrador de las culturas que se entremezclan en el país, y con un gran sentido de arraigo.
Luego de su muerte se crea en 1985 la Fundación Francisco Narváez, cuya sede está en el mismo sitio del último taller de la Avenida San Martín, en cual se conserva en perfecto estado y donde hoy funciona el Museo Francisco Narváez Caracas

## Integración de las artes a la arquitectura

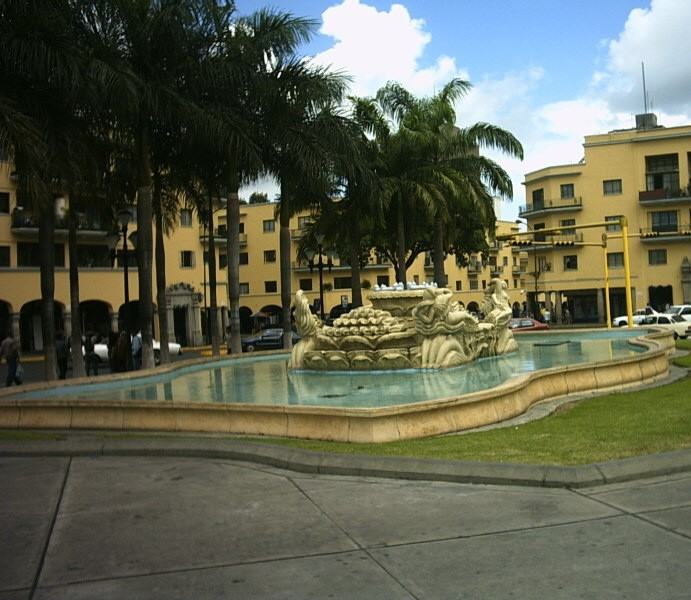
Las Toninas (1945) ubicadas en la plaza O'Leary en El Silencio, Caracas.
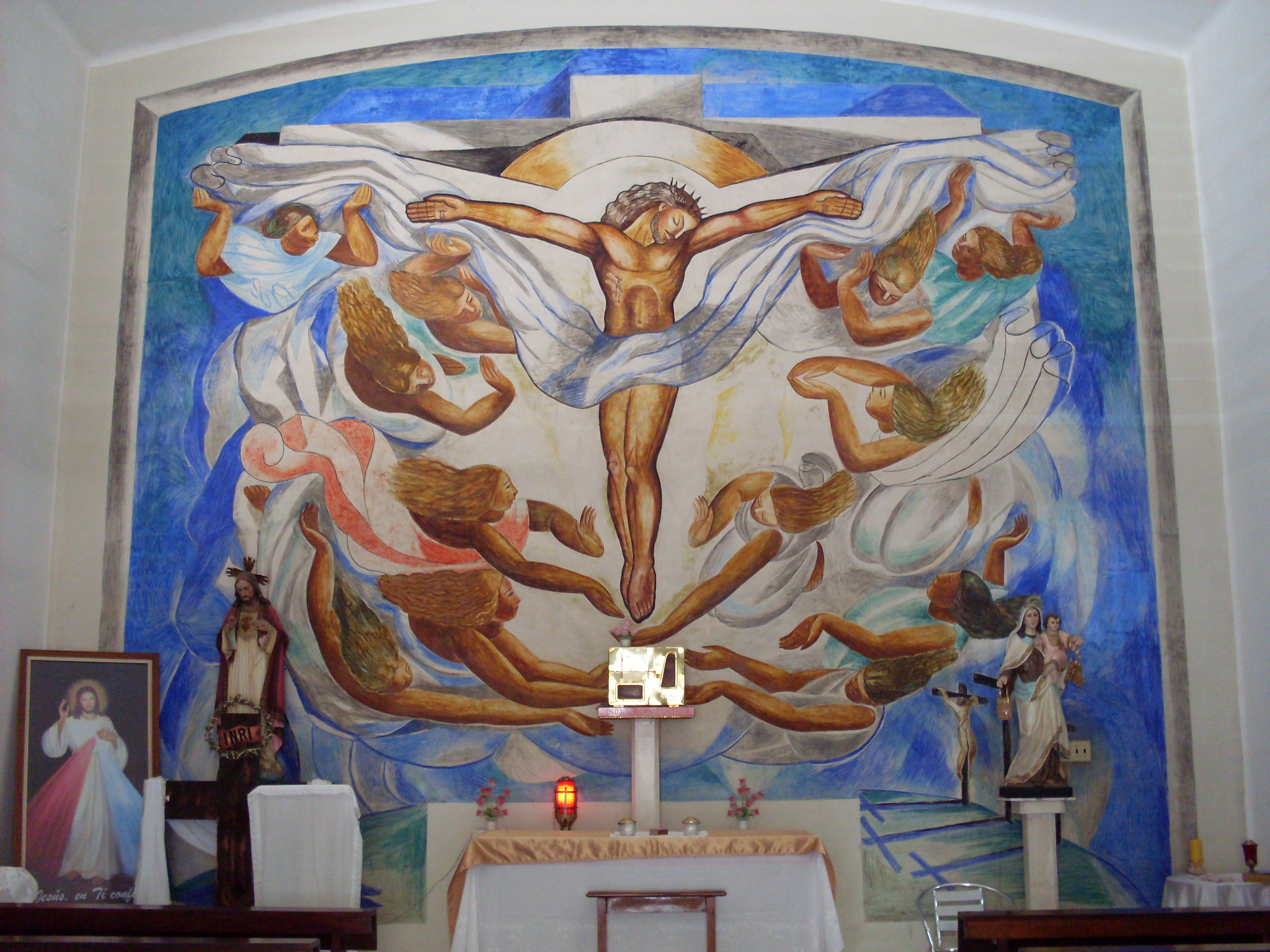
Cristo (1950) mural de Francisco Narváez en la capilla del Hospital Clínico de la Ciudad Universitaria de Caracas.
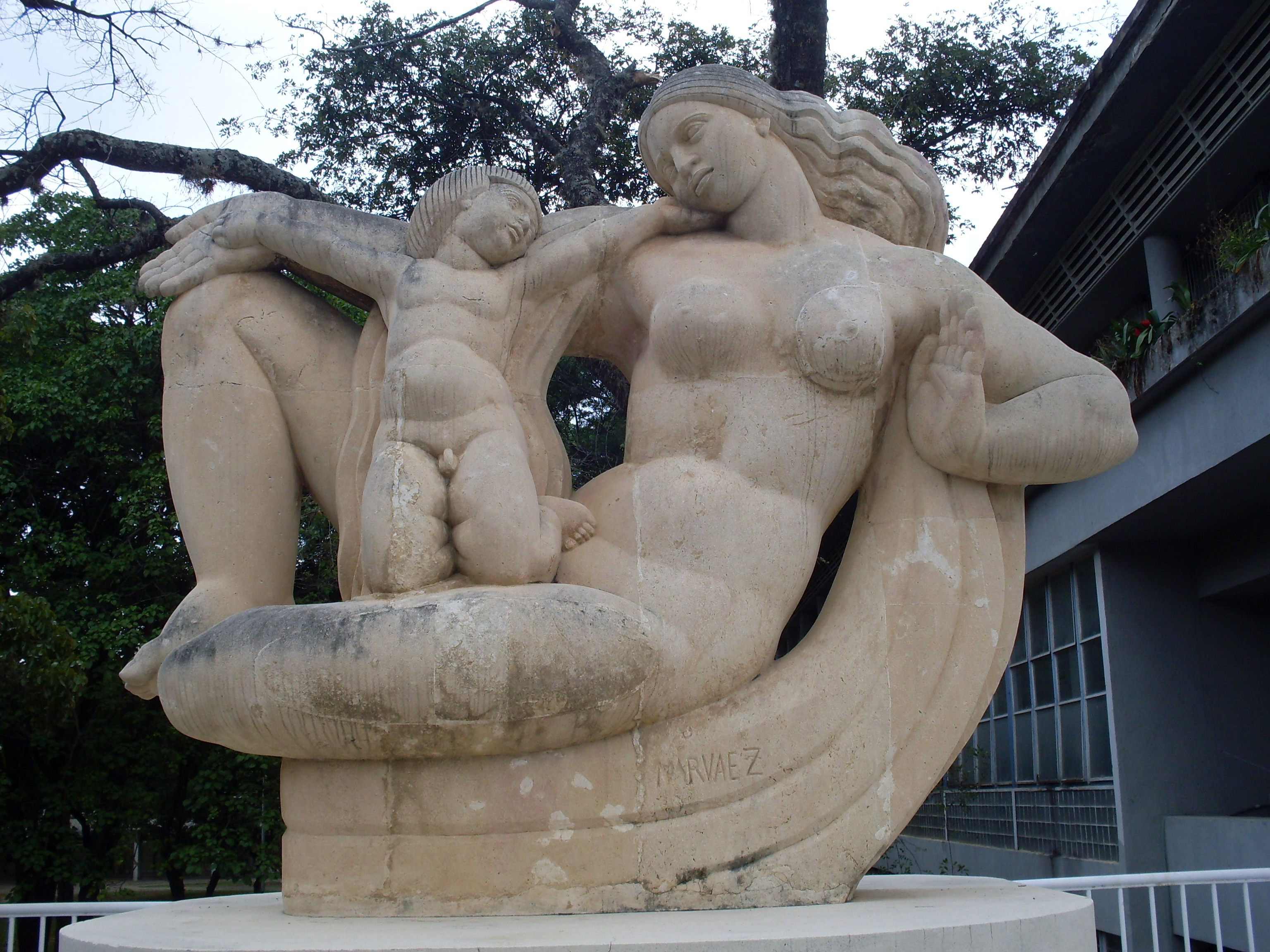
La Educación (1950) ubicada en la terraza del Instituto Anatomopatológico de la Ciudad Universitaria de Caracas.
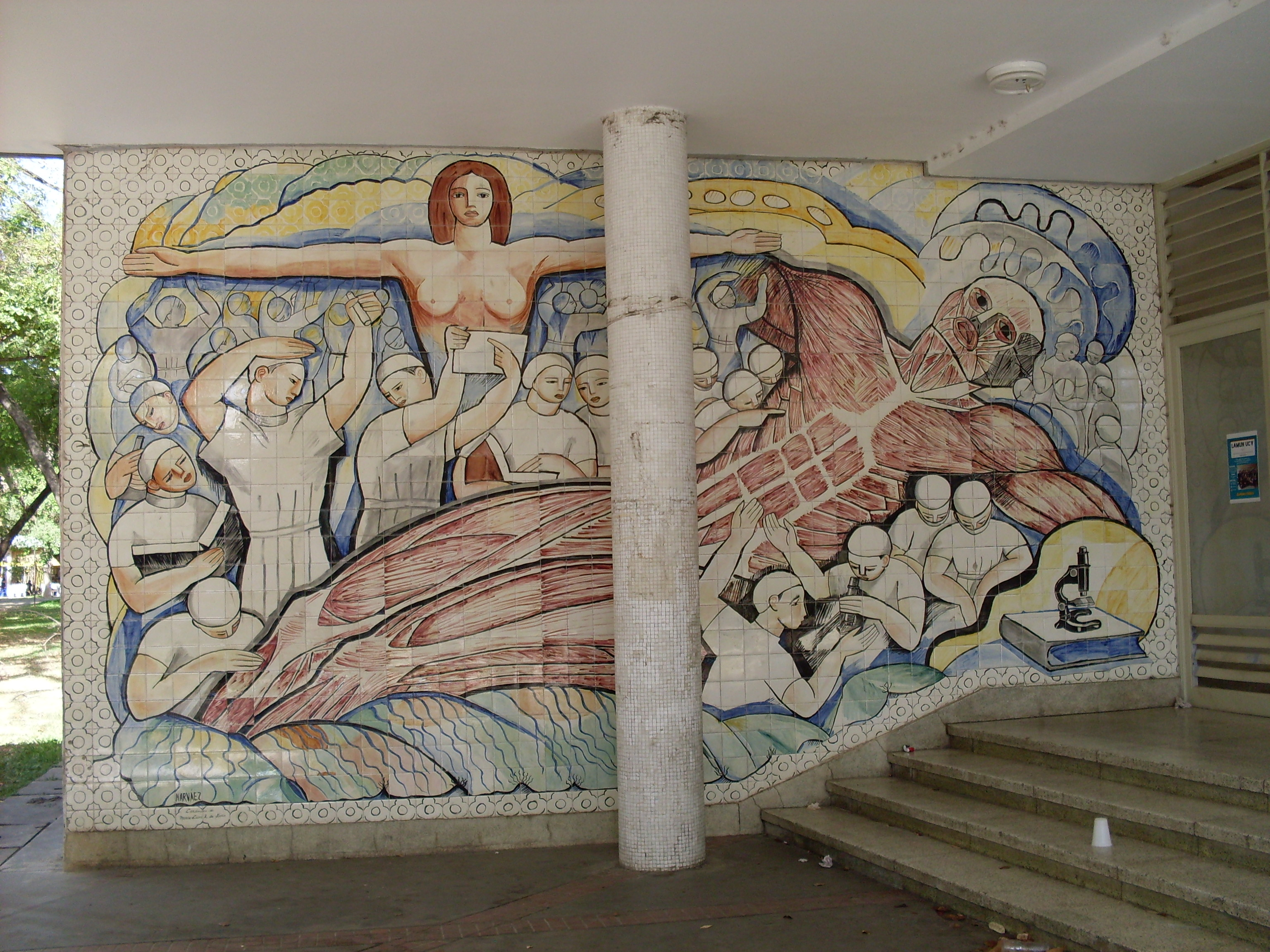
La Anatomía (1950) ubicado en la entrada del Instituto Anatomopatológico de la Ciudad Universitaria de Caracas.
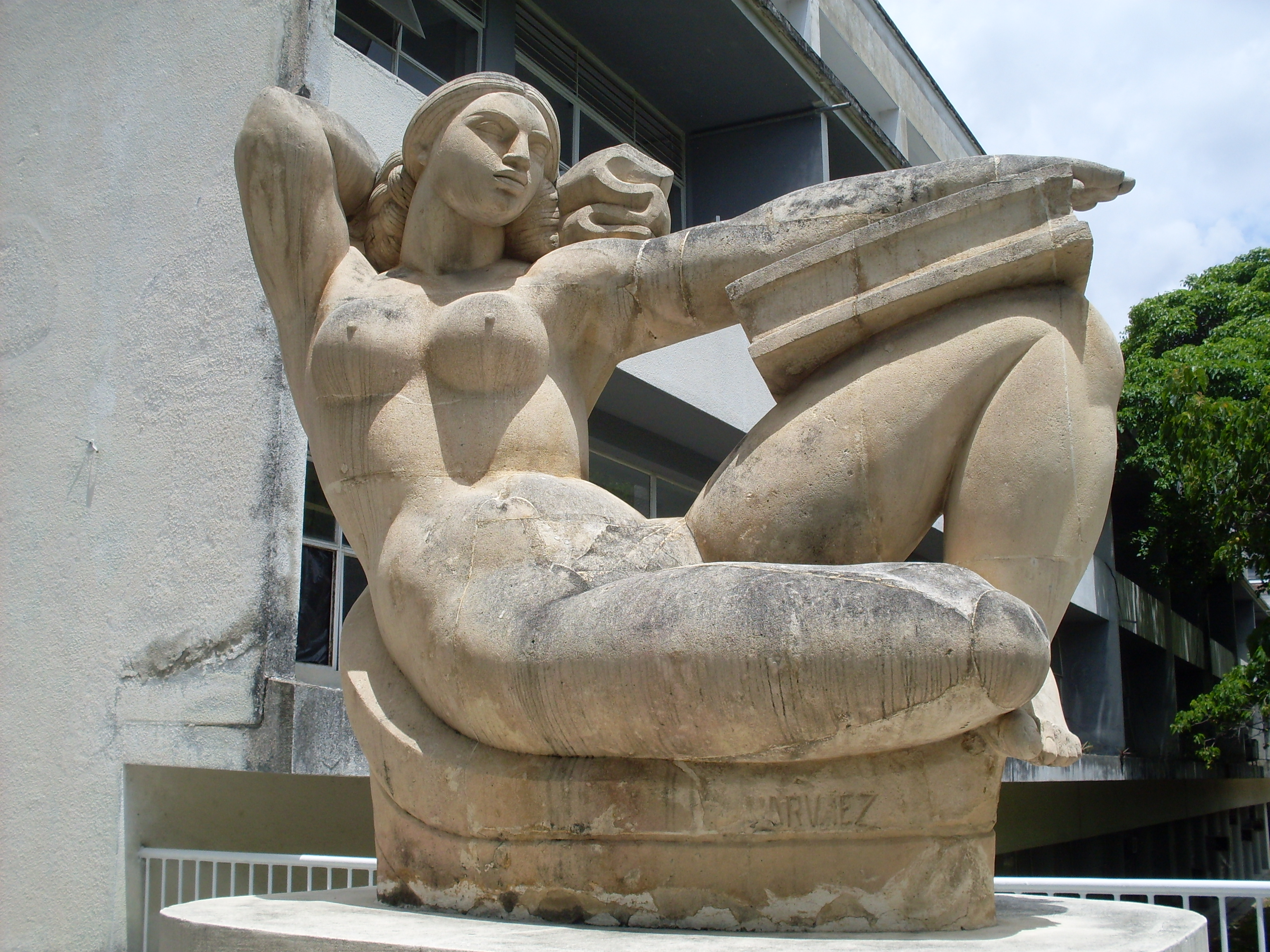
La Ciencia (1950) ubicada en la terraza del Instituto de Medicina Experimental de la Ciudad Universitaria de Caracas.
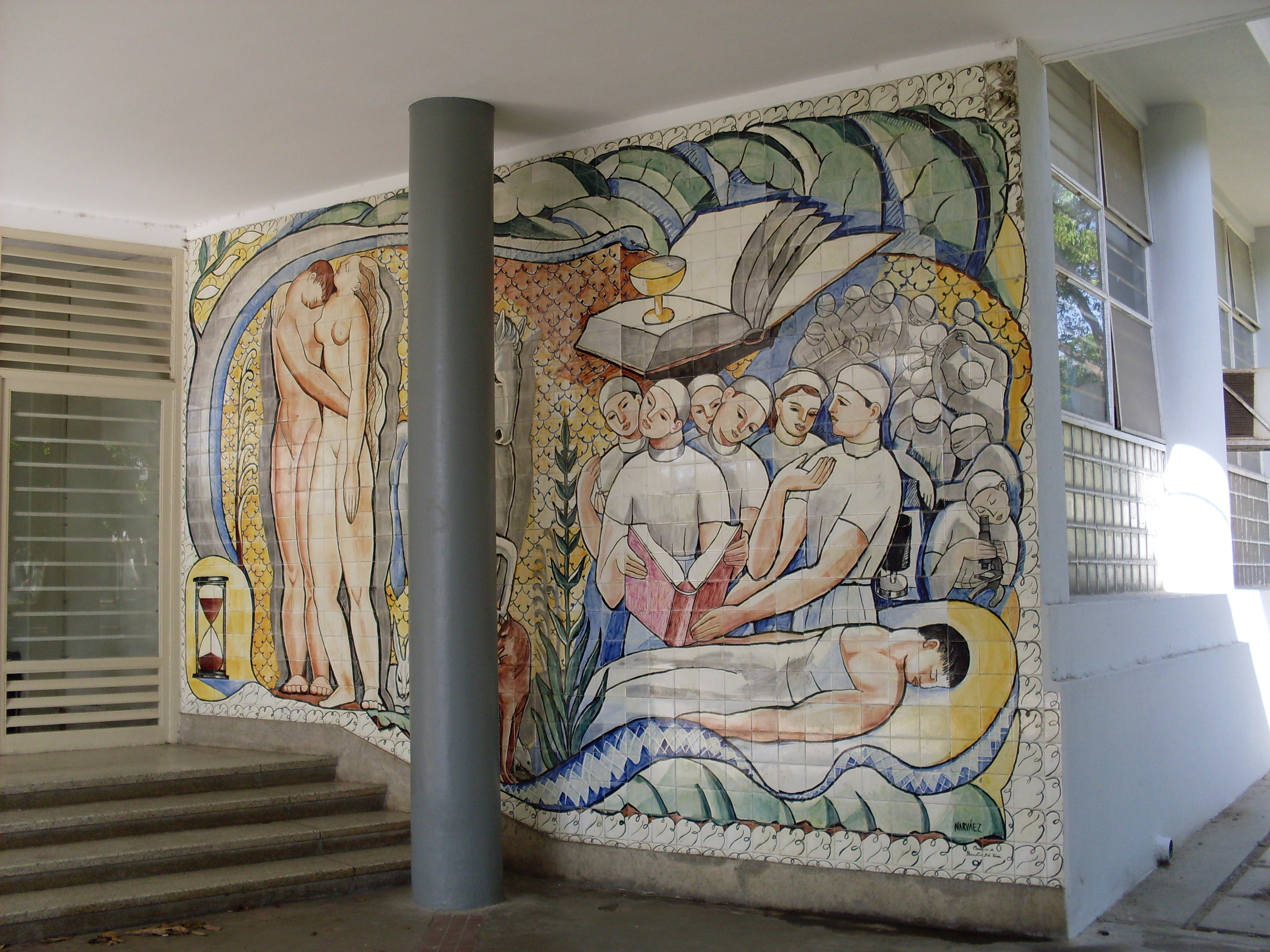
«La Medicina» (1950) ubicado en la entrada del Instituto de Medicina Experimental de la Ciudad Universitaria de Caracas.
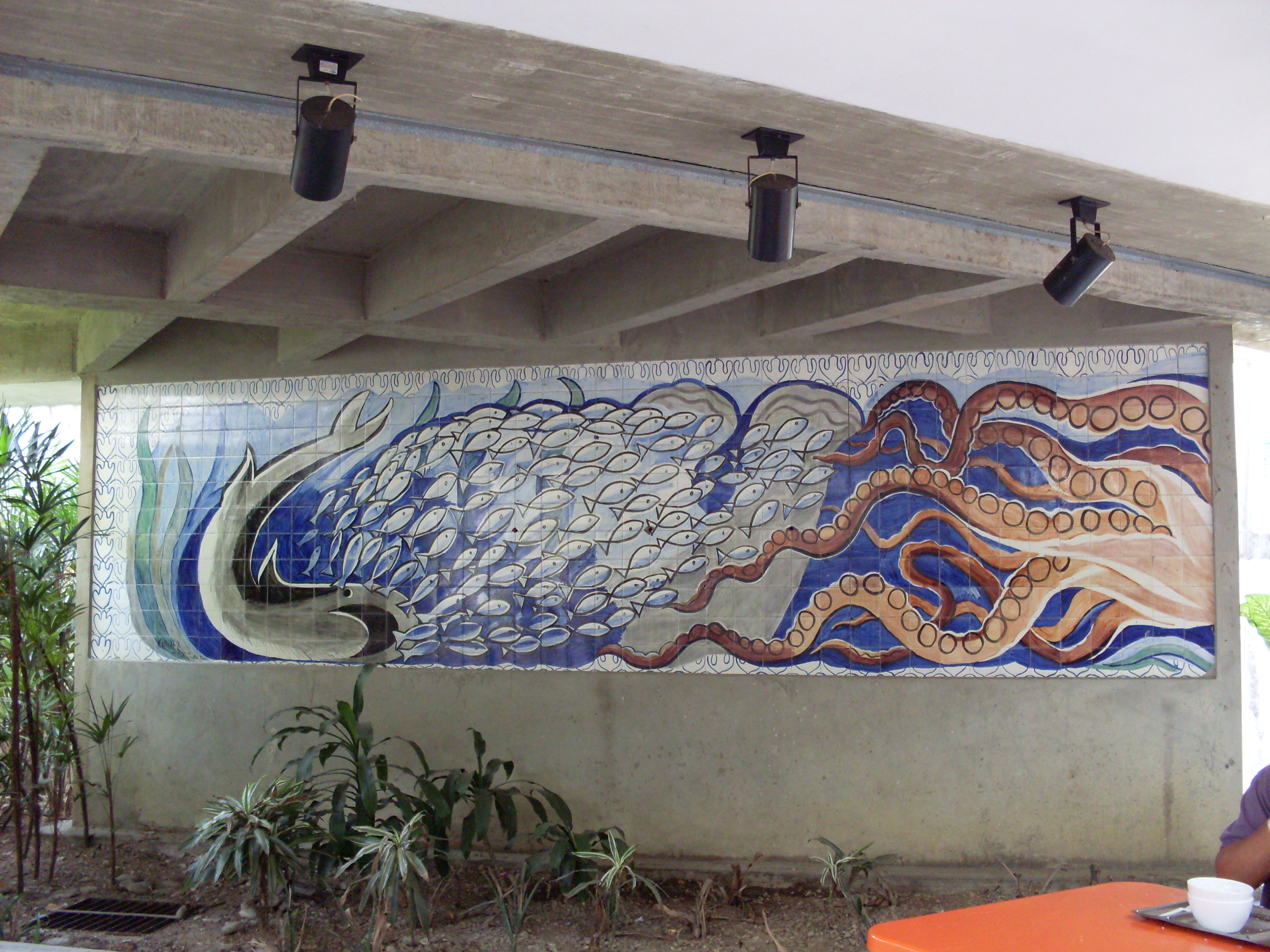
Paisaje marino (1950) anteriormente ubicado en un cafetín de la Ciudad Universitaria de Caracas.
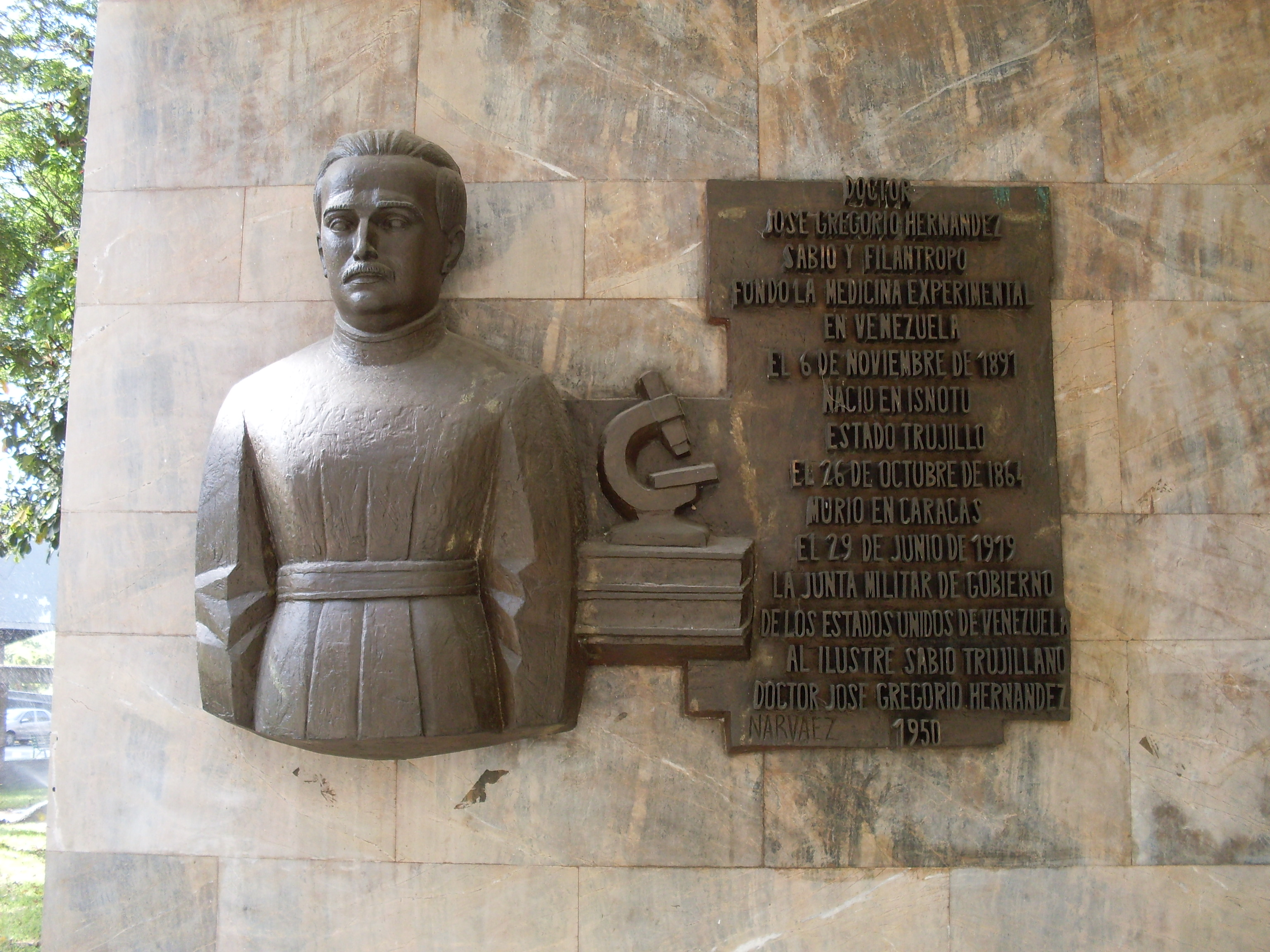
Dr. Jose Gregorio Hernández (1950) ubicado en la entrada del Instituto de Medicina Experimental de la Ciudad Universitaria de Caracas.
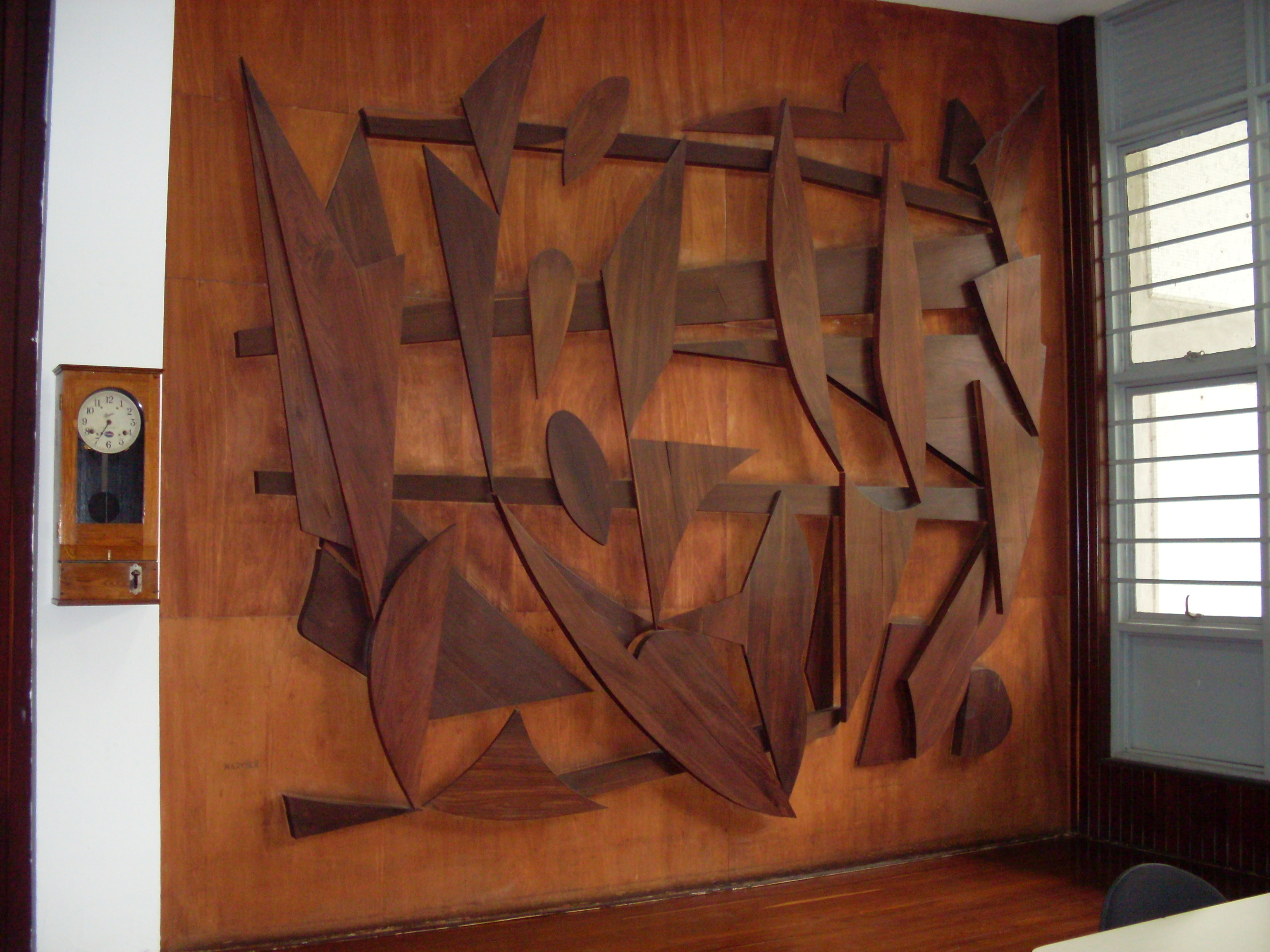
Formas (1956) ubicado en la biblioteca Henri Pittier del Jardín Botanico de la Ciudad Universitaria de Caracas.
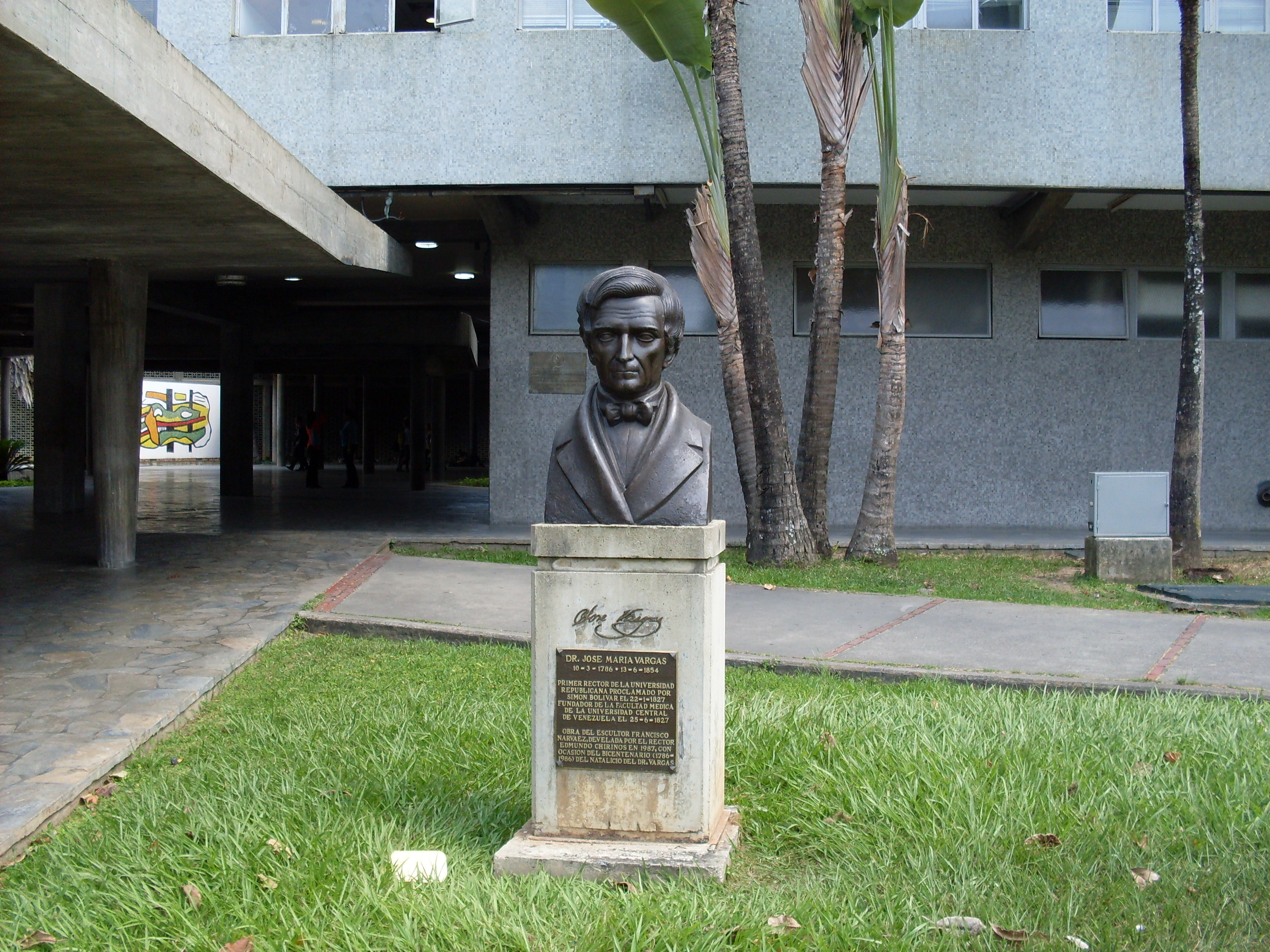
Dr. José María Vargas (1986) ubicado en la plaza del rectorado de la Ciudad Universitaria de Caracas.
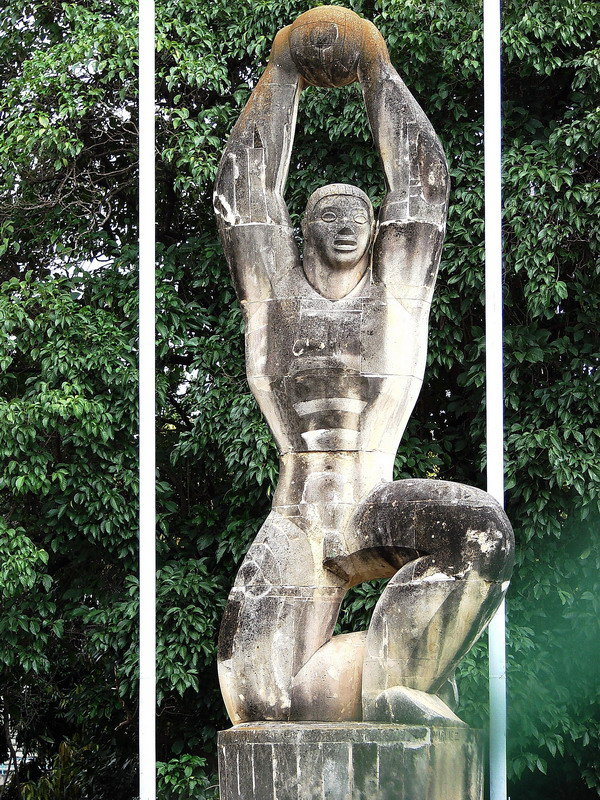
El atleta (1951).

## Premios y reconocimientos
- Premio Exposición de Artesanía del Estado Sucre, por la obra «Juego de Muebles en miniatura», 1916.
- Recibe el «Premio Presidente de la República de Venezuela», creado por el general Eliazar López Contreras, 1939.
- Premio Nacional de Escultura en el I Salón Oficial de Arte Venezolano, 1940.
- Premio «John Boulton» en el III Salón Oficial de Arte Venezolano, 1942.
- Premio Nacional de Pintura en el IX Salón Oficial de Arte Venezolano, 1948.
- Nombrado Director de la Escuela de Artes Plásticas y Aplicadas de Caracas, en 1953.
- Participa como representante de Venezuela en la «XXVII Bienal de Venecia», en 1954.
- Condecorado con «La Orden del Libertador en Grado de Caballero», en 1955.
- Condecorado con la «Orden Francisco de Miranda» en Primera Clase 1976.
- Participante en los II Encuestros Internacionales de Arte Contemporáneo, en París, como representante de Venezuela, en 1979.
- Museo de Arte Contemporáneo «Francisco Narváez», en Porlamar, inaugurado en su honor en 1979. Narváez donó aproximadamente 60 de sus esculturas y pinturas para poblar el museo.